# Ice Cream (nummer)

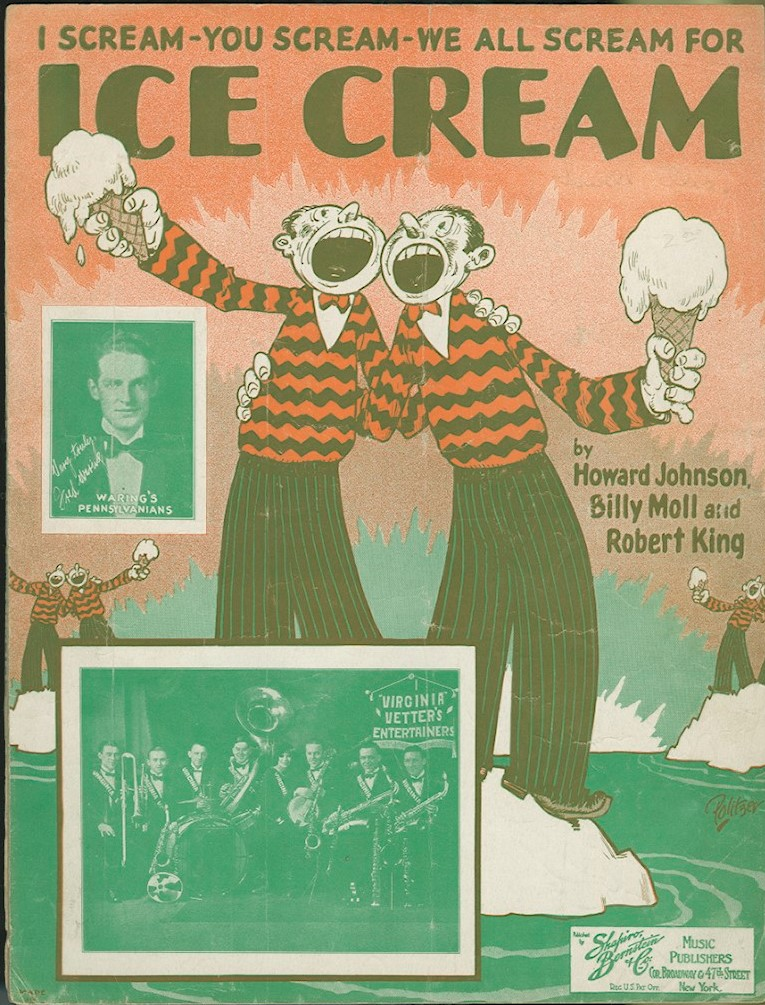
Hoes van de bladmuziek uit 1927

Ice Cream, ook bekend als I Scream, You Scream, We All Scream for Ice Cream, is een nummer uit 1927.
Het nummer is geschreven door de Amerikaanse songwriters Howard Johnson, Billy Moll (tekst) en Robert A. King (muziek). Het werd door verschillende bands opgenomen voor verschillende platenlabels. In de jaren twintig van de 20e eeuw kreeg het nummer bekendheid als novelty-lied vooral vanwege de tekst (het Engelse 'Ice Cream' en 'I Scream' wordt nagenoeg hetzelfde uitgesproken). Sinds september 2023 staat Ice Cream in het publiek domein.
In de jaren veertig en vijftig kreeg het nummer een revival in de jazzwereld, met nieuwe teksten. In 1944 nam William Russell met klarinettist George Lewis en trombonist Jim Robinson een (instrumentale) jazzversie van het nummer op. Deze werd onder de naam "Jim Robinson's Band" op het label American Music Records uitgegeven.

## Versie van Chris Barber's Jazz Band
Tien jaar later nam Chris Barber met zijn jazzorkest een dixielandversie op van het nummer, met een prominente rol voor trompettist Pat Halcox. Omdat de band alleen de versie uit 1944 kende en niet het origineel, bedacht Halcox zelf zijn teksten bij het nummer. Naast Barber op trombone en Halcox op zang en trompet, speelden op deze versie Lonnie Donegan banjo, Jim Bray bas, Monty Sunshine klarinet en Ron Bowden drums.
De band bracht het nummer op single uit, met gospelstandaard Down by the Riverside als dubbele A-kant in 1954. De versie van Barbers band werd (enige jaren later) het populairst van alle versies van het nummer, en bereikte in november 1958 de veertiende plek in de Nederlandse Muziek Expres-hitlijst. Deze versie is uitgegroeid tot een jazzstandaard.  In 1959 speelde de band het nummer bij een concert in de Deutschlandhalle in Berlijn. Zowel de single als het album ("Barber in Berlin") werden in Duitsland erg populair.

### NPO Radio 2 Top 2000
| Nummer met noteringen in de NPO Radio 2 Top 2000 | '06  | '07  | '08  |
| ------------------------------------------------ | ---- | ---- | ---- |
| Ice Cream                                        | 1387 | 1334 | 1914 |

1. ↑  Een vetgedrukt getal geeft de hoogste notering aan.
2. ↑  2006 was het eerste jaar met een notering voor dit nummer.
3. ↑  Deze tabel is bijgewerkt tot en met de laatste editie (2024).